# Airbus Helicopters

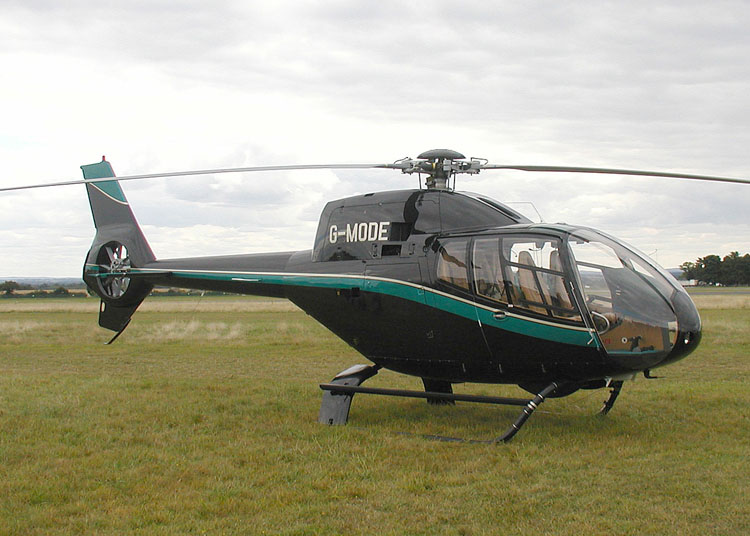
Eurocopter EC 120 B Colibri

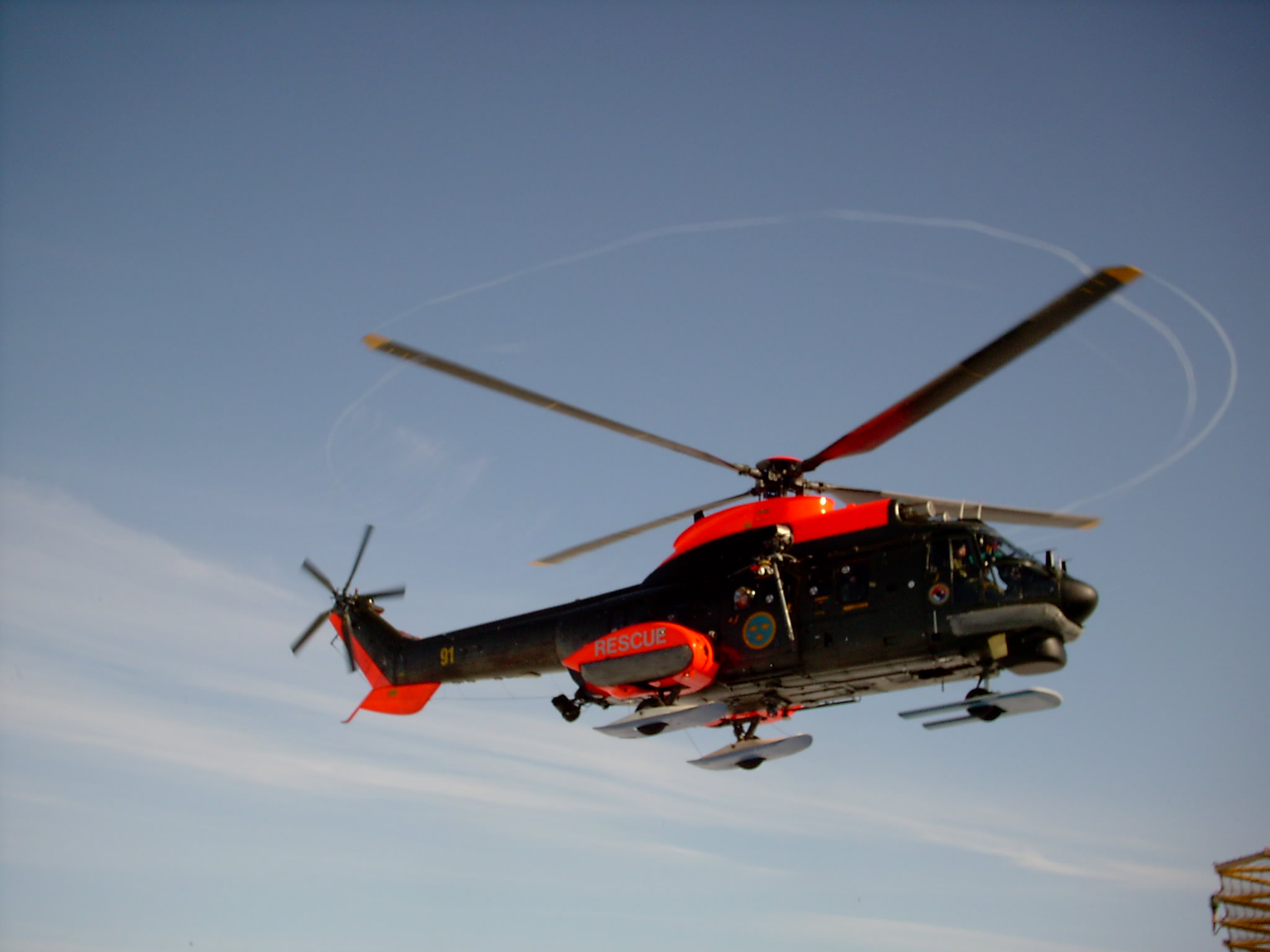
Eurocopter AS332 Super Puma

Airbus Helicopters (tidigare Eurocopter Group), är ett globalt företag för tillverkning och underhåll av helikoptrar. 
År 2001 var Airbus Helicopters globala andel av marknaden 40 % medan marknadsandelen i USA var 30 %. Företaget har 12 500 medarbetare, varav 6 200 i Frankrike och 4 300 i Tyskland.
Eurocopter Group bildades 1992 i och med fusionen av den franska Aérospatiales och den tyska DaimlerChrysler Aerospace AG:s (DASA) helikopteravdelningar. Airbus Helicopters är ett helägt dotterbolag till Airbus Group.
Den 1 januari 2014 bytte Eurocopter Group bolagsnamn till Airbus Helicopters och blev en koncerndivision i det nya Airbus Group.

## Produkter
På Airbus Helicopters flygfarkoster roterar huvudrotorn medurs (EC 135 och 145 roterar dock moturs) vilket gör att piloten vid ökat effekttag måste använda högerpedal till skillnad mot amerikanska helikoptrar där rotorn roterar moturs vilket gör att man istället får använda sig av vänsterpedalen. Generellt säger man att franska och ryska helikoptrar roterar medurs och övriga (främst amerikanska) roterar moturs. 

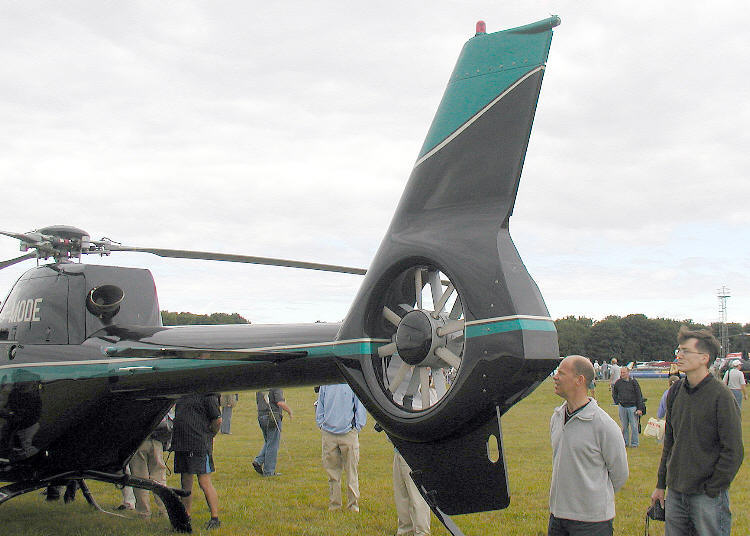
Fenestron på Eurocopter EC120 B Colibri

Airbus Helicopters använder sig på många av sina helikoptrar av den så kallade fenestron-stjärtrotorn som man patenterat. Fenestronen – en inkapslad stjärtrotor – innebär mer effekt och mer säkerhet än den icke-inkapslade stjärtfenan samt även mindre buller. 
Eurocopter tillverkar eller har tillverkat bland andra följande helikoptertyper.

### Civila
- MBB/Kawasaki BK117
- Eurocopter EC120 Colibri
- Eurocopter AS332 Super Puma
- Eurocopter AS365 Dauphin
- Eurocopter EC135
- Eurocopter EC145
- Eurocopter AS350 (även känd som Ekorren)

### Militära
- Eurocopter EC120 B Colibri
- Eurocopter AS532 Cougar
- Eurocopter Fennec
- Eurocopter Panther
- Eurocopter Tiger
- Eurocopter EC725

## Namn
Förr i tiden hade de flesta helikoptrarna namn efter olika djur, som Colibri eller Ecureuil (Ekorre på franska) men då man insåg att vissa av helikoptrarna var döpta efter djur som i vissa länder ansågs vara skadedjur (framför allt storkunden Sydafrika där Colibri är ett skadedjur) valde man att ge helikoptrarna ett namn bestående av EC (Eurocopter) följt av 3 siffror som anger om helikoptern är civil eller militär, hur mycket den väger och hur många motorer den har. En EC120 är då en civil helikopter som väger ca 2000 lbs och har en motor. En EC135 är Civil, väger drygt 3000 lbs och har två motorer. 
De helikoptrar som tillverkats innan sammanslagningen har namn efter originaltillverkaren, t.ex. AS 350 (Aérospatiale)